# Tsjarynkloof

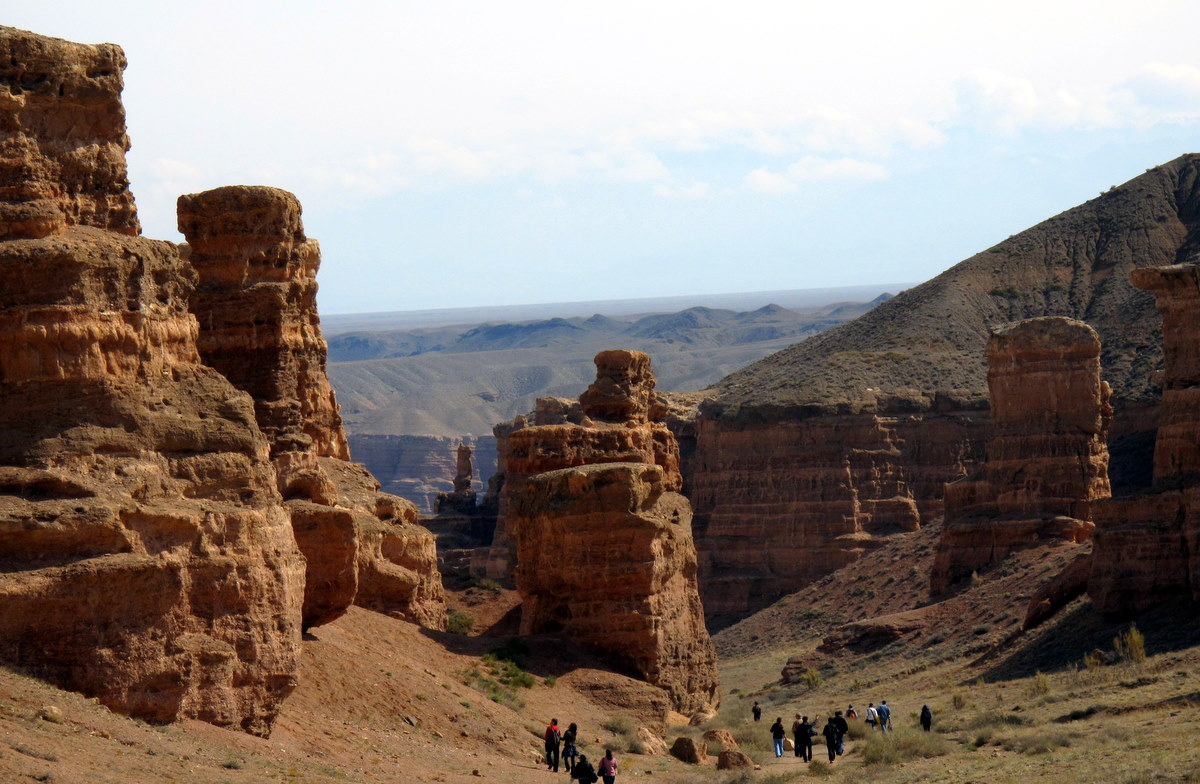
De kastelenvallei in de Tsjarynkloof

De Tsjarynkloof ligt in het zuidoosten van Kazachstan, is zo’n 80 kilometer lang en erdoorheen loopt de Tsjaryn. Sinds 2004 is het Nationaal Park Tsjaryn gesticht en bevindt zich op het grondgebied van de districten Oeigoer, Raiymbek en Enbeksjikazach van de Oblast Almaty. In de loop van de tijd heeft de kloof kleurrijke formaties gekregen in verschillende vormen en maten. Hoewel het veel kleiner is dan de Grand Canyon, wordt het beschreven als indrukwekkend. De Tsjarynkloof is een uniek natuurlijk object met bijzondere reliëfvormen in de vorm van kapellen, torens, dieren enz. die zijn gevormd onder invloed van verwering van sedimentair gesteente.

## Etymologie
Sommige geleerden denken dat de naam van de rivier is afgeleid van het Oeigoerse woord 'sjaryn' dat 'es' betekent. Er is ook een andere interpretatie dat het een afgeleide is van het Turkse woord 'tsjar', wat een 'afgrond' betekent. Beide interpretaties passen bij de locatieomstandigheden waar het terrein steil is en er essen worden gevonden.

## Kenmerken
De kloof bestaat uit een formatie langs de oevers van de Tsjarin van ongeveer 80 kilometer. De rivier heeft een totale lengte van 393 kilometer. De rivier is afkomstig uit het Tiensjan-gebergte en is verspreid over de dorre halfwoestijn naar het oosten van Almaty. Op verschillende plaatsen bereikt het een diepte van 150 tot 300 meter.
De geologische formatie van de kloof bestaat uit sedimentair rood zandsteen dat onderhevig is geweest aan het "atmosferische proces" van water en wind-erosie resulterend in "zeldzame en kleurrijke formaties" in de vorm van sculpturen. Een deel van de kloof staat bekend als de Vallei van Kastelen (Dolina Zamkov) vanwege zijn ongebruikelijke  rotsformaties en de lengte is 3 kilometer met een diepte van 100 meter.
De kloof is toegankelijk vanuit Almaty via de hoofdweg die door de dorpen Tsjilik, Baiseit en Kokpek loopt (op een afstand van ongeveer 190 kilometer). Vanaf daar leidt een bewegwijzerde weg naar het parkeerterrein van de kloof over een afstand van 9 kilometer en passeert het Tsjaryn National Park. Vanaf de parkeerplaats is er een pad dat naar de kloof leidt. Een ander pad vanaf het park (dat 1 kilometer lang is) leidt naar een gebied waar een uitzicht op de kloof is.

## Toerisme
De Tsjaryn-kloof strekt zich uit over 154 km langs de Tsjaryn, een van de diepste rivieren van de noordelijke Tiensjan-bergen. Wind, water en zand hielpen de rode zandsteen van Tsjaryn om zijn vormen en tinten te vormen. Sommige kliffen lijken op bepaalde figuren, daarom worden sommige delen van de kloof ook wel de "Vallei van de kastelen", de "Heksenkloof" en de "Geestenkloof" genoemd.
De veelkleurige gesteentelagen zijn het product van verschillende stadia van sedimentafzettingen, waaronder vulkanische lavastenen aan de onderkant en rood puin bovenop. De Tsjarynkloof bestaat uit 5 verschillende kloven: de Vallei van de kastelen (het meest populaire deel), de "Temirlik-kloof", de "Gele kloof", de "Rode kloof" en de "Bestamak-kloof". Er zijn ook een aantal kleinere kloven, waaronder de "Kurtogay-kloof" en het "Tazbas-kanaal".
Avontuurlijke sportactiviteiten in de rivier zijn onder meer wildwatervaren en kanoën. Vissen op de lokale vissoort Gymnodiptychus is ook gebruikelijk. Verder stroomafwaarts van de kloof bevindt zich een droge zone van de kloof die de Rode kloof of "Vallei van Kastelen" wordt genoemd. Het strekt zich uit over ongeveer 1 km en heeft een diepte van ongeveer 100 meter. Er is een pad in de vallei van de kloof met natuurlijk gevormde rode steenformaties.
Het Relict-bos ligt op ongeveer 20 kilometer afstand van de kloof. Het bos, gelegen onder de opstand van de kloof, staat bekend als de "Sogdische es" (Fraxinus sogdiana), een boom waarvan wordt gezegd dat het een relict is van de ijstijd. De site wordt als uniek beschouwd op verschillende vlakken. Het werd in 1964 tot beschermd reservaat verklaard. Het is nu geïntegreerd in het Tsjaryn National Park. Afgezien van de es zijn andere boomcategorieën in het gebied de wilg, populier en berberis.
Het gebied is toegankelijk via een weg afkomstig uit Almaty die door Kokpek, Sjonzy en Zjarkent loopt.